# Forcipomyia atomaria
Forcipomyia atomaria är en tvåvingeart som beskrevs av Tokunaga 1940. Forcipomyia atomaria ingår i släktet Forcipomyia och familjen svidknott. Inga underarter finns listade i Catalogue of Life.